# Győr kártya
A Győr kártya a Győri Városi Kártya Program alapjául szolgáló plexi kártya volt. Lényege volt, hogy a kártya használatával pontokat lehetett gyűjteni, illetve vásárlási kedvezményeket lehetett igénybe venni.
A város minden bejelentett családja, illetve aki nevén az adott szolgáltatás szerepel térítésmentesen megkapta 
„a 2008i  év karácsonyi ajándékként”. A rendszer önfenntartó volt, azaz az önkormányzat közvetlenül nem támtgatja költségvetésil rtyaprogramot.

## Létrejötte
A Győr kártya Program megalkotásakor fő célkitűzés volt a helyi kis-, és középvállalkozások szolgáltatásainak népszerűsítése.

## A kártya használata
A kártyát kizárólag azokban az üzletekben lehet használni, amelyek csatlakoztak a Győr Városi Kártya Programhoz. A lakosság vásárlásaikkor pontokat gyűjt a csatlakozott vállalkozások üzleteiben, illetőleg az önkormányzat intézményeiben történő szolgáltatások igénybe vételekor. (A kihelyezett számítógépes terminálokon keresztül a központi adatfeldolgozó rendszerbe jut ennek ténye).
Az egyik ilyen intézmény például a Győri Kommunális Szolgáltató Kft.: a telephelyére a kártya felmutatásával bizonyos típusú lakossági hulladékot és építési törmeléket meghatározott mértékben lehet térítésmentesen kiszállítani a gyüjtőhelyekre.
A hűségprogram résztvevője havonta a minden győri háztartásba térítésmentesen eljutó városi hetilap Győr Kártya Pont mellékletéből lehet értesülni vagy a vásárlások során értesülhet a pontok beváltási lehetőségéről, valamint az aktuális kedvezményekről. A győri önkormányzat honlapján is részletes tájékoztatást lehet kapnia program feltételeiről és a regisztráció menetéről.

## Külső hivatkozások
- http://www.gyorkartya.hu/